# Schloss Ermschwerd
Koordinaten: 51° 21′ 21″ N, 9° 49′ 13″ O

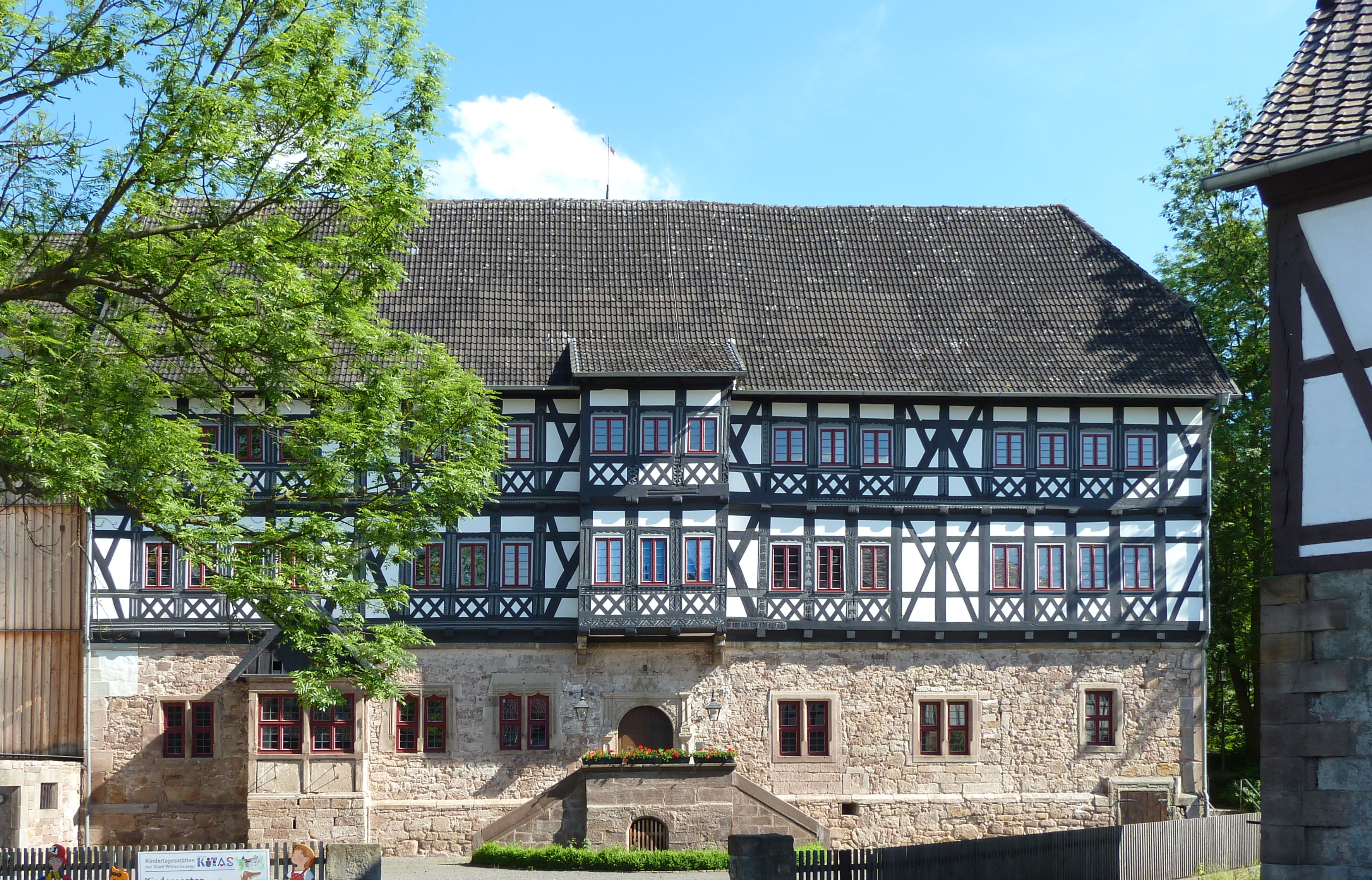
Schloss Ermschwerd

Das Schloss Ermschwerd ist ein Baudenkmal und ehemaliger Adelssitz in Ermschwerd, einem Stadtteil von Witzenhausen im nordhessischen Werra-Meißner-Kreis.

## Lage
Das Gebäude, ein mächtiges, schlossartiges Herrenhaus, steht am Ostrand des alten Dorfkerns, unmittelbar westlich der Landesstraße L 3238, unterhalb des Burgbergs auf dem von Wohn- und Wirtschaftsgebäuden umgebenen ehemaligen Gutshof der Herren von Buttlar. Südlich und östlich erstreckt sich ein kleiner baumbestandener Park.

## Der Bau
Es handelt sich um einen prächtigen, dreistöckigen Bau mit massivem Keller- und Erdgeschoss aus Buntsandstein-Bruchsteinmauerwerk mit Eckquaderung und zwei Fachwerkobergeschossen. Es ist ein typisches Beispiel für die Verwendung nachgotischer Fachwerkformen mit der in Nordhessen und im südlichen Weserraum charakteristischen Form der Vorhangbogenfenster. Bauherrin war Margarethe von Boineburg gen. von Honstein (1503–1554), Witwe des Erasmus (Asmus) von Buttlar (1495–1541).

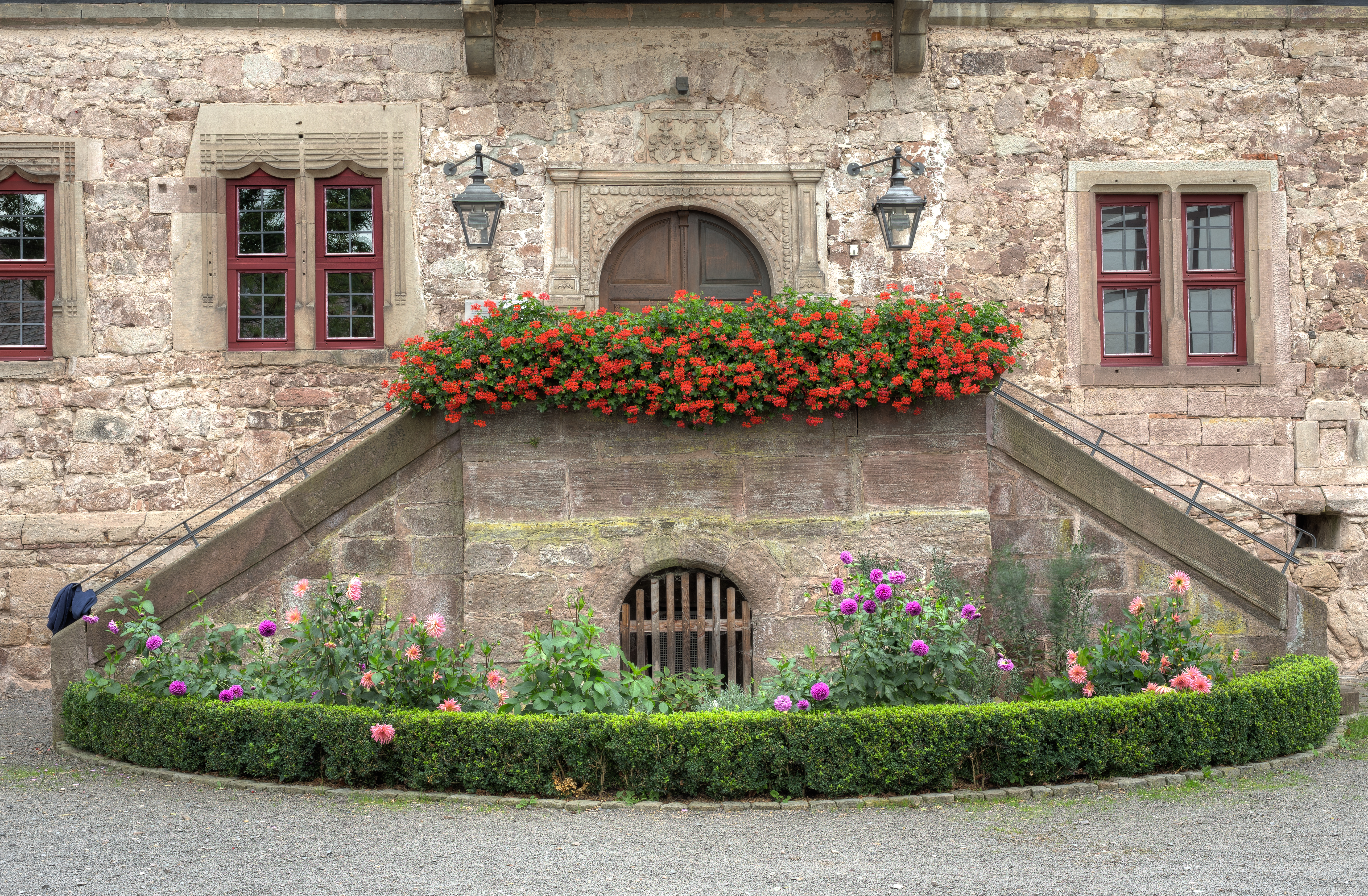
Freitreppe und Portal

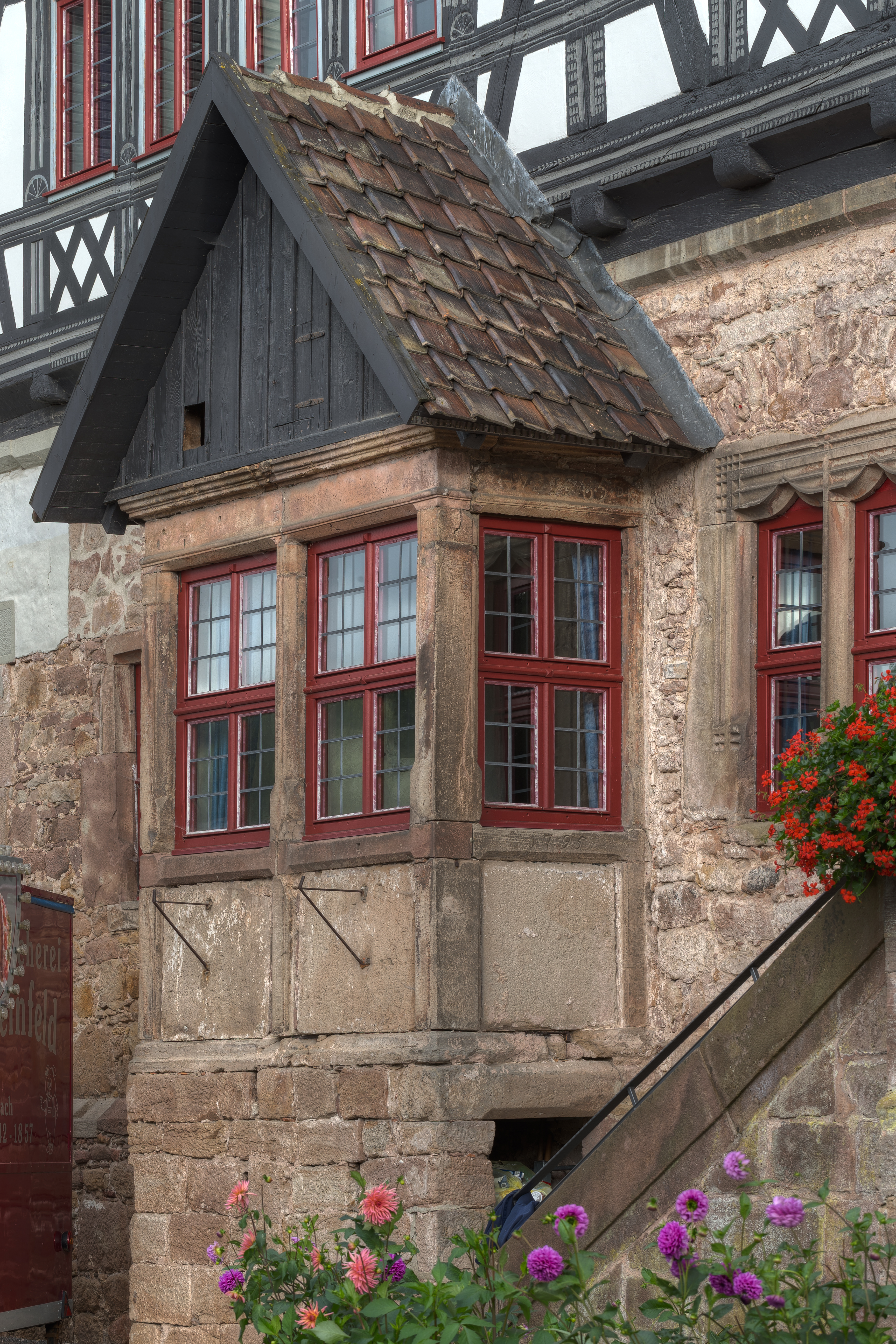
Auslucht an der Vorderseite

An der Frontseite führt mittig eine zweiläufige Freitreppe zu einem 1616 gestalteten rundbogigen Renaissanceportal in rechteckigem Rahmen, der in seinen äußeren Teilen mit gotisierendem Maßwerk an den Pilastern und deren Sockeln historistisch erneuert ist. In den Bogenzwickeln finden sich Blätter und im Scheitel eine kleine Wappenkartusche mit dem Monogramm „MH“, das vermutlich den oder einen ansonsten unbekannten Baumeister bezeichnet. Über dem Portal befinden sich in einem rechteckigen Feld mit seitlicher Beschlagwerkrahmung die Wappen derer von Buttlar und von Boyneburg, mit der Jahreszahl 1616 zwischen den beiden Wappen. Die Inschriftbänder über den Wappen lauten: „ASMVS VON BUTLAR 1551“ und „MARGRETA VON BOYNEBURGK G H“, wobei die Jahreszahl 1551 wohl das Jahr des Baubeginns oder Wiederaufbaus bezeichnet.

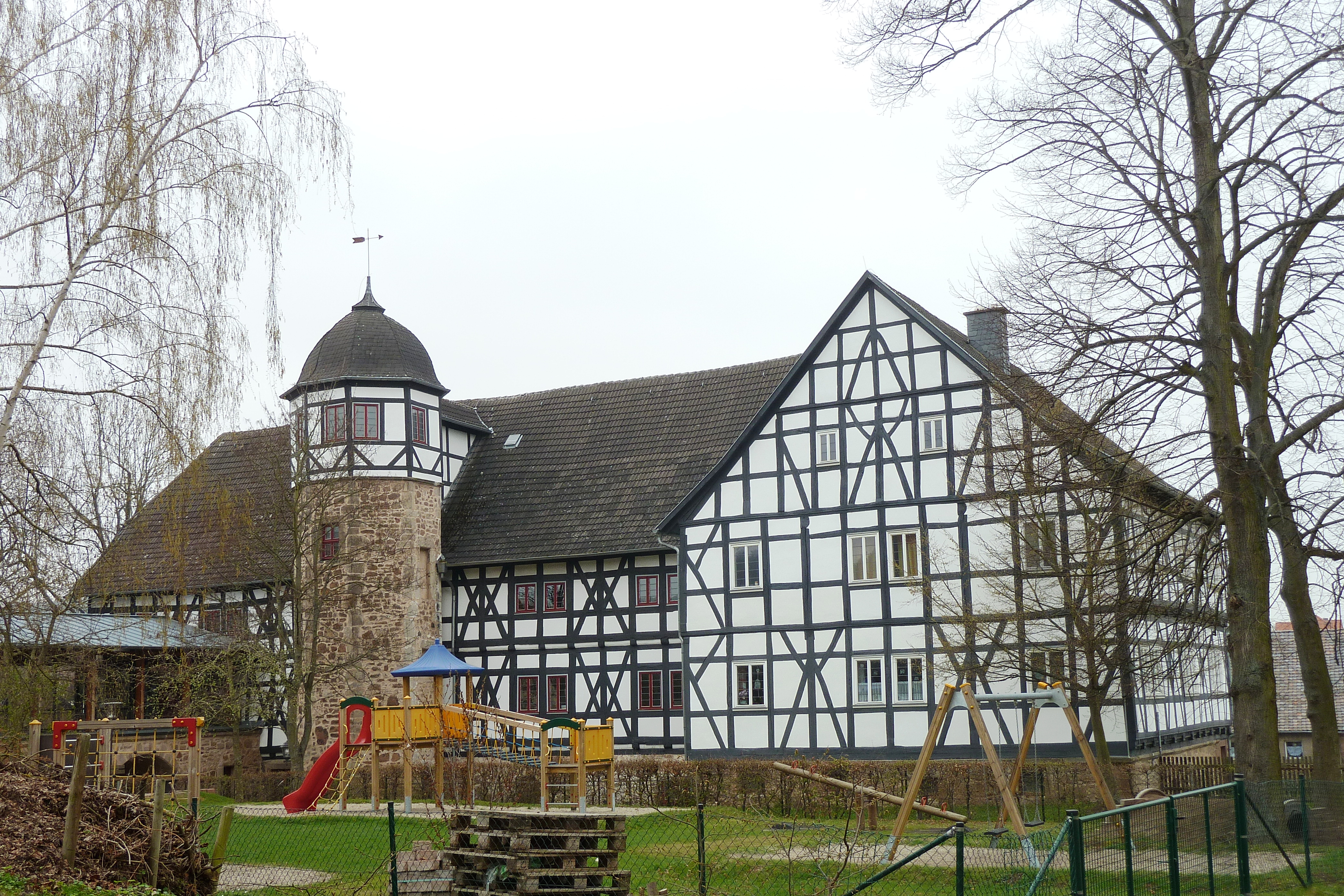
Parkseite

Links neben dem Portal befinden sich zunächst zwei Doppelfenster mit Vorhangbogen und mehrfach gestäbten Gewänden, dann eine 1585 erbaute und 1795 restaurierte einstöckige Auslucht mit zwei Doppelfenstern und Satteldach und danach ein weiteres Doppelfenster. Die Erdgeschossfront rechts vom Portal enthält zwei Doppel- und ein etwas höher platziertes Einzelfenster. Ganz rechts führt ein rechteckiges Kellerportal mit verwittertem Inschriftband auf dem Sturz in den teilweise oberirdischen Keller; seitlich ist es mit Kandelaberornamentik versehen. An der rechten Hausecke ist die originale Quaderung aus Quadern mit feinem Randschlag und gespitzter Fläche noch erkennbar.
Die beiden Fachwerkobergeschosse kragen über das jeweils darunterliegende Geschoss vor. Das Fachwerk ist durch Andreaskreuze unter den Brustriegeln und „Wilde Männer“ belebt. Die erhaltenen Fensterstürze zeigen die ursprüngliche Anordnung und Größe der Fenster: sie reichten nur vom Brust- bis zum Halsriegel und nahmen, in Dreier- und Vierergruppen angeordnet, in beiden Geschossen die gesamte Wandfläche zwischen den Streben ein. Diese Fensteranordnung wurde bei der aufwendigen Sanierung zu Beginn des 21. Jahrhunderts wiederhergestellt. Über jedem Fenster befanden sich (zum Teil noch erhaltene) Vorhangbogen mit vier Spitzen. Über beide Obergeschosse reicht ein zweigeschossiger, dreifenstriger Fachwerkerker über dem Portal.
An der dem Park zugewandten Rückseite des Hauses befindet sich mittig ein 1586 angebauter massiver, viergeschossiger, polygonaler Treppenturm mit eingeschossigem Fachwerkaufbau und barocker Haube und Außentür. Der innere Zugang zum Turm ist eine rechteckige profilierte Tür in der zentralen Halle des Erdgeschosses, gegenüber dem Eingangsportal. Der Wappenstein über der Tür zum Treppenturm trägt die Jahreszahl 1586 und die Namen „HEIMER VON BOLER“ (= Heimbrod von Buttlar) und „KATERINA VO OEYNHVSEN“ (= Katharina von Oeynhausen), die das Haus ausbauen und den Turm und die Auslucht an der Vorderfront bauen ließen. Von der Halle führen auf beiden Seiten Türen in einzelne Räume.
Der dreigeschossige und einige Meter rückseitig in den Hof reichende Flügel am Nordostende des Hauptbaus, ein Fachwerkbau auf massiv-steinernem Keller- und Erdgeschoss, stammt ebenfalls aus der Erweiterungsphase von 1586. Ein 1801 in der Verlängerung dieses Flügels nach Norden angebauter, ebenfalls dreigeschossiger Wohntrakt wurde in der zweiten Hälfte des 20. Jahrhunderts abgerissen; nur die Mauern des Erdgeschosses wurden belassen und bilden seitdem einen kleinen Innenhof. Die dadurch freigewordene Nordfront des verbliebenen Seitenflügels von 1586 wurde bei der Gesamtrenovierung Anfang des 21. Jahrhunderts durch einen stilistisch wenig harmonisierenden Beton- und Holzanbau umgestaltet.
Ein eingeschossiger massiver Anbau mit großem Rundbogentor, der sogenannte „Marstall“, wurde 1596 am westlichen Ende der Hofseite im rechten Winkel angebaut.

## Geschichte
Das seit 1361 landgräflich-hessische Dorf Ermschwerd kam 1486, als Zubehör der zuvor bereits mehrfach an verschiedene Pfandinhaber verpfändeten Burg Ziegenberg, mit dieser als Pfandschaft des Landgrafen Ludwig I. für 1900 Gulden an dessen Hofdiener Georg von Buttlar (1408–1489). Dessen Sohn Georg erhielt 1494 unter Verzicht auf die Pfandsumme die Burg Ziegenberg mit allem Zubehör als Mannlehen. Die Witwe von Georgs Sohn Erasmus (Asmus) von Buttlar (1495–1541), Margarethe von Boineburg gen. von Honstein (1503–1554), war die Bauherrin des schlossartigen Herrenhauses auf dem Gut in Ermschwerd, wahrscheinlich um ihrem jüngsten Sohn Heimbrod von Buttlar (1541–1609), der nur wenige Monate vor dem Tod seines Vaters geboren wurde, eine angemessene Residenz zu schaffen. Heimbrod erhielt bei der endgültigen Teilung des väterlichen Erbes im März 1571 das Gut Ermschwerd und Anteile an den benachbarten buttlarschen Gütern Stiedenrode und Freudenthal sowie in Elberberg und Laubach; er wurde Stammvater der Ermschwerder bzw. Elberberger Linie des Hauses Buttlar. Sein ältester Bruder Jost Oswald von Buttlar (1534–1594) wurde Stammvater der Linie Buttlar-Ziegenberg. Der zweitgeborene Bruder, Oswald, war spätestens im Frühjahr 1571 kinderlos verstorben. Die Bauinschrift über dem aus dem Jahre 1616 stammenden Portal erwähnt Asmus von Buttlar mit der Jahreszahl 1551, aber da dieser bereits 1541 verstorben war, nimmt man an, dass seine Witwe Margarethe nach einem Brand das Gebäude im Jahre 1551 wiederherstellen oder gar größtenteils neu bauen ließ und dass der Enkel der beiden, Dietrich Hermann von Buttlar (1588–1625), dies bei der Neufassung des Portals im Jahre 1616 per Inschrift dokumentieren ließ. Fertiggestellt wurde der Hauptbau erst 1558 durch Heimbrods Bruder Jost Oswald von Buttlar.
Heimbrod selbst ließ den Bau bereits 1585/86 erheblich erweitern, indem er den Nordostflügel, den Treppenturm und die vorderseitige Auslucht erstellen ließ. 1596 ließ er den „Marstall“ anbauen. Aus der Zeit seines Sohns Dietrich Hermann stammt das Renaissanceportal von 1616 an der Vorderseite. 1795 wurde insbesondere die Auslucht restauriert.
Bis 1813 blieben Gut und Herrenhaus im Besitz der Herren von Buttlar in der Linie zu Ermschwerd. Dann jedoch erzwang König Jérôme von Westphalen den Verkauf des Besitzes an den Staat, unter dem Vorwand, dadurch eine bereits dem Kurfürsten von Hessen-Kassel geschuldete Summe zu begleichen. Mit der Restitution von Kurhessen 1813 wurde das Gut Ermschwerd kurhessische Staatsdomäne und dann als solche verpachtet. Mit der Annexion Kurhessens durch Preußen im Jahre 1866 wurde auch die Domäne preußisch.
1935 wurden die Ländereien des Gutshofs in drei getrennte Bauernstellen aufgesiedelt. Das Herrenhaus blieb in Staatsbesitz und diente bis 1945 als Landjahrheim zur Unterbringung von Jungen, die nach Beendigung ihrer Schulzeit hier ein Jahr lang in der Landwirtschaft arbeiteten und dabei auch „vormilitärischer Ertüchtigung“ und „nationalpolitischer Schulung“ ausgesetzt wurden.
Nach dem Zweiten Weltkrieg übernahm der Kreis Witzenhausen das Gebäude und ließ es teilweise zu Wohnungen ausbauen. 1954 kaufte die Gemeinde Ermschwerd das Anwesen mitsamt dem kleinen Park und richtete weitere Wohnungen ein, um der Wohnungsnot der Nachkriegsjahre zu begegnen. Mehr als 20 Familien waren in den 1960er Jahren im Schlosskomplex untergebracht. Als Ermschwerd 1974 im Zuge der hessischen Gebietsreform ein Stadtteil von Witzenhausen wurde, ging das Gebäude in städtischen Besitz über.
1984 war die Erhaltenswürdigkeit des Schlosses ein entscheidender Grund für die Aufnahme Ermschwerds in das hessische Dorferneuerungsprogramm. Ein 1987 vorgestelltes Sanierungskonzept sah vor, im Schloss sozialen Wohnraum bereitzustellen. Das denkmalgeschützte Gebäude wurde daraufhin aufwendig saniert. Vier moderne Wohnungen, ein Kindergarten (1997 bezogen), ein großer Saal für Veranstaltungen und Gemeinschaftsräume wurden eingerichtet und mit moderner Ausstattung versehen, und ein Fahrstuhl wurde angebaut, um das als Haus der Generationen genutzte Gebäude für jedermann barrierefrei zugänglich zu machen. Seit Oktober 2003 steht das Schloss für vielfältige Veranstaltungen offen.